# North Hill
North Hill est un district d'Anguilla. Sa population selon le recensement de 2011 était de 464 habitants.

## Démographie
Évolution de la population, :
| 1974 | 1984 | 1992 | 2001 | 2011 |
| ---- | ---- | ---- | ---- | ---- |
| 313  | 288  | 410  | 439  | 464  |